# ورزشگاه المپیک آمستردام

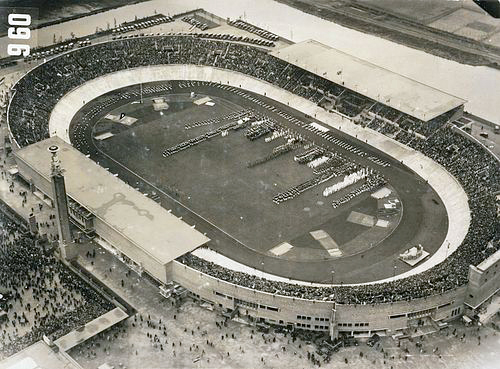
بازی‌های المپیک تابستانی ۱۹۲۸ در ورزشگاه المپیک آمستردام

 ورزشگاه المپیک آمستردام  (به هلندی: Olympisch Stadion) ورزشگاهی در شهر آمستردام است که مخصوص بازی‌های المپیک تابستانی ۱۹۲۸ ساخته شده است.
این ورزشگاه در سال ۱۹۲۷ میلادی شروع به ساخته شده و در سال ۱۹۲۸ ساخت آن به پایان رسیده است، ظرفیت آن در ابتدا ۳۱٬۶۰۰ نفر بوده است اما ظرفیت آن هم‌اکنون ۲۲٬۲۸۸ نفر است.
ورزشگاه المپیک آمستردام میزبان یک فینال لیگ قهرمانان اروپا، دو فینال جام یوفا و یک فینال جام در جام اروپا بوده است.